# Matomo (software)
Matomo (precedentemente Piwik) è un software libero per fornire report dettagliati e in tempo reale sui visitatori di un sito web, fra cui i motori di ricerca di provenienza, parole chiave utilizzate, la lingua di utilizzo e le pagine più visitate. Matomo si identifica come alternativa a Google Analytics.
È scritto in PHP e JavaScript ed è distribuito sotto la licenza libera GNU General Public License.

## Caratteristiche
Le principali caratteristiche di Matomo:
- Le funzionalità del software sono estendibili tramite l'installazione di plugin: è possibile aggiungere nuove funzionalità e rimuovere quelle di cui non si ha bisogno
- Matomo è installato sul proprio server, quindi i dati sul traffico vengono memorizzati nel proprio database ed è possibile ottenere tutte le statistiche utilizzando API aperte (pubblicate in vari formati: JSON, XML, PHP, CSV)
- L'interfaccia utente è completamente personalizzabile: è possibile trascinare e rilasciare i widget che si desidera visualizzare e creare una visualizzazione fatta su misura
- Report di analisi dei dati in tempo reale: i report vengono generati in tempo reale. Per i siti web ad alto traffico, è possibile scegliere la frequenza dei report

Assieme a Matomo possono essere scaricati dei plugin per vari CMS, come Joomla!, WordPress, Drupal, MediaWiki ecc.

## Storia

### Da phpMyVisites a Piwik
Dalla versione 2.3, nasce sotto il nome di Piwik come prosecutore del progetto ormai abbandonato phpMyVisites. Le differenze principali tra phpMyVisites e Piwik erano:
- phpMyVisites: report via email, esportazione in PDF, report multi-siti, tradotto in più di 30 lingue;
- Piwik: API, plugin, grafici più accattivanti, architettura modulare e migliori prestazioni.

Il 21 novembre 2008 SourceForge aveva annunciato la disponibilità di Piwik come applicazione per sviluppatori.

### Da Piwik a Matomo
Dopo circa dieci anni di diffusione sotto il nome di Piwik, in un annuncio del 9 gennaio 2018, Piwik fu ribattezzato Matomo. Questo, secondo l'azienda, avrebbe permesso di registrare il marchio "Matomo", dato che Piwik non poteva essere registrato. Fu garantito che lo sviluppo di Matomo avrebbe continuato come in precedenza, in particolare sotto la medesima licenza di software libero.